# Bring It On! (James Brown)
Bring It On! è il cinquantacinquesimo album in studio del cantante statunitense James Brown, pubblicato nel 1983.

## Tracce
1. Bring It On, Bring It On – 4:04
2. Today – 5:05
3. You Can't Keep a Good Man Down – 4:50
4. Tennessee Waltz – 3:26
5. Night Time Is the Right Time – 5:40
6. For Your Precious Love – 5:40